# Tadlīs
Als Tadlīs (arabisch تدليس ‚Schwindel, Flunkerei‘) gilt in der islamischen Hadith-Wissenschaft der bewusste Einsatz von irreführenden Formulierungen durch einen Überlieferer, mit dem Ziel, den Namen seines unmittelbaren Informanten zu verschleiern oder zu verschweigen. Mögliche Motive für solches Verhalten können Stolz oder berufliche Eifersucht sein oder die Befürchtung, dass die klare Nennung des unmittelbaren Informanten die Autorität des Berichts schwächen könnte, wenn dieser als nicht vertrauenswürdig gilt. Eine Person, die bei der Hadith-Überlieferung auf solche Methoden zurückgreift, wird Mudallis genannt. Nach allgemeiner Auffassung galt diese Manipulation als eine Art Betrug, aber weniger verwerflich als offene Lüge (kaḏib).

## Ursprung und Geschichte
Der Begriff tadlīs entwickelte sich aus der ursprünglichen Bedeutung von Betrug, wenn z. B. ein Mann vorgibt, ein Freigeborener zu sein, in Wirklichkeit aber ein Sklave ist. Nach Auffassung Ignaz Goldzihers ist das Wort etymologisch mit lateinisch dolus („List, Täuschung“) verwandt. In mittelalterlichen muslimischen Hadith-Quellen ist festgehalten, dass Tadlīs bereits in der zweitältesten Generation von Hadith-Überlieferern, der der Nachfolger (tābiʿūn), verwendet wurde. Beispiele für Personen aus dieser Generation, die Tadlīs anwendeten, sind al-Hasan al-Basrī (gest. 728) und Qatāda ibn Diʿāma (gest. 735). Al-Hākim an-Naisābūrī (gest. 1014) meint, dass die Traditionarier, die am häufigsten Tadlīs betrieben hätten, diejenigen von Kufa gewesen seien. Auch einige Traditionarier von Basra hätten es praktiziert. Bei den Hadith-Gelehrten des Hedschas, Ägypten, Chorasan, Isfahan, Fars, Chusistan, Transoxanien und Bagdad sei es dagegen nicht verbreitet gewesen.
Asch-Schāfiʿī (gest. 822), der nach den Mindestkriterien gefragt wurde, die Überlieferer erfüllen müssen, damit von ihnen allein überlieferte Hadithe als Beweis akzeptiert werden können, antwortete, dass sie sich unter anderem nicht des Tadlīs schuldig gemacht haben dürften. Dabei definierte er diese Art des Betrugs, dass man von jemandem, den man getroffen hat, etwas überliefert, was man nicht von ihm gehört hat.
Die wahrscheinlich früheste Sammlung, die ausschließlich Überlieferern gewidmet ist, die des Tadlīs beschuldigt oder verdächtigt wurden, ist das Kitāb al-Mudallisīn von Husain ibn ʿAlī al-Karābīsī (gest. 859 oder 862), das in einigen Fragmenten in späteren Werken erhalten ist. Allerdings erwähnt der Fihrist von Ibn an-Nadīm eine ähnliche Sammlung, die ʿAlī Ibn al-Madīnī (gest. 849) zugeschrieben wird, von der es jedoch keine Spur zu geben scheint. Die umfangreichsten Werke, die über Tadlīs geschrieben wurden, sind at-Tabyīn li-asmāʾ al-mudallisīn von Sibt Ibn-al-ʿAdschamī (gest. 1438), das auch als Ṭabaqāt al-mudallisīn bekannte Werk Taʿrīf ahl at-taqdīs bi-marātib al-mauṣūfīn bi-t-tadlīs von Ibn Hadschar al-ʿAsqalānī (gest. 1449) und Asmāʾ al-mudallisīn von as-Suyūtī.

## Arten des Tadlīs
Der erste Hadith-Gelehrte, der die verschiedenen verwendeten Tadlīs-Methoden kategorisierte, war wahrscheinlich Al-Hākim an-Naisābūrī (gest. 1014). Er unterschied sechs Kategorien von Tadlīs. Einige davon wiesen in den Augen des Hadith-Gelehrten Ibn as-Salāh asch-Schahrazūrī (gest. 1245) so viele Überschneidungen auf, dass er sie unter nur zwei Überschriften zusammenfasste:
1. Tadlīs im Isnād (tadlīs al-isnād). Hier erzählt der Überlieferer von jemandem, dem er begegnet ist, etwas, was er von ihm nicht gehört hat, und erweckt so den Eindruck, dass er es von ihm gehört hätte. Oder erzählt etwas von einem Zeitgenossen, den er nicht getroffen hat, und erweckt so den Eindruck, dass er ihn selbst getroffen und es von ihm gehört hätte, obwohl sich in der Überliefererkette zwischen diesem Informanten und ihm selbst einer oder mehrere unerwähnte Überlieferer befinden.[9] Um den gewünschten Eindruck zu erwecken, kann der Überlieferer solche Ausdrücke wählen wie „Der So-und-so sagte“ (qāla fulān) oder „Von So-und-so“ (ʿan fulān) anstelle von eindeutigen Ausdrücken wie „Der So-und-So berichtete mir“.[10]
2. Tadlīs bei den Informanten (tadlīs aš-šuyūḫ). Hier besteht der Betrug in der absichtlichen Verwendung eines Namens, Patronyms oder Beinamen, unter dem die Person allgemein nicht bekannt war, damit sie nicht als schwach erkannt wird.[11]

Die erste Form des Tadlīs wurde von der Mehrheit der Gelehrten stark missbilligt. Der basrische Hadith-Gelehrte Schuʿba ibn al-Haddschādsch (gest. 776) diese Art des Tadlīs sogar als „Bruder der Lüge“ (aḫū l-kiḏb) bezeichnet haben. Es wird von ihm auch überliefert, dass er sagte: „Ich begehe lieber Zinā als Tadlīs.“ Dieses harte Urteil hat allerdings nicht verhindern können, dass Hadithe dieses Typs in großem Stile auch in die S̱aḥīḥ-Werke von al-Buchārī und Muslim ibn al-Haddschādsch sowie andere vertrauenswürdige Hadith-Werke aufgenommen wurden. Die zweite Form des Tadlīs galt als weniger infam, und ihre Einstufung als Tadlīs hing vom Gesamtmaß der Zuverlässigkeit des Überlieferers ab, sobald dessen Identität aufgeklärt war.
Ibn Hadschar al-ʿAsqalānī (gest. 1449) meinte, dass es sich in Fällen, bei denen der Überlieferer etwas von einem Zeitgenossen erzählt, den er nicht getroffen hat, nicht um Tadlīs handele, sondern dass die betreffenden Hadithe zur Kategorie mursal ḫafī gehören. Nur solche Fälle, in denen der Überlieferer den Informanten getroffen hatte, ohne von ihm den fraglichen Hadith gehört zu haben, sollten als „erschwindelt“ (mudallas) eingeordnet werden.

## Einteilung der Mudallisūn
Ibn Hadschar al-ʿAsqalānī teilte in seinen Ṭabaqāt al-mudallisīn diejenigen Überlieferer, denen Tadlīs nachgesagt wurde, in fünf Stufen ein:
1. diejenigen, denen nur selten Tadlīs zugeschrieben wird, wie Yahyā b. Saʿīd al-Ansārī (gest. 760),
2. diejenigen, deren Tadlīs die Imame geduldet und als richtig (ṣaḥīḥ) eingestuft haben, weil sie Imame waren und in Bezug auf das, was sie überliefert haben, nur selten geschwindelt haben, wie bei Sufyān ath-Thaurī, oder nur bei der Überlieferung von einer vertrauenswürdigen Person (ṯiqa) Tadlīs geübt haben, wie Sufyān ibn ʿUyaina (gest. 811),
3. diejenigen, die häufig Tadlīs geübt haben, weswegen die Imame ihre Hadithe nur dann als Beweis akzeptierten, wenn sie darin klar aussprachen, dass sie sie selbst gehört hatten, während es einige gab, die ihre Hadithe rundheraus ablehnten, und andere, die sie akzeptierten wie Abū z-Zubair al-Makkī (gest. 745),
4. diejenigen, deren Hadithe nach übereinstimmender Auffassung nur dann als Beweis akzeptiert werden, wenn sie darin klar aussprachen, dass sie sie selbst gehört hatten, weil sie häufig bei schwachen und unbekannten Überlieferern Tadlīs übten. Ein Beispiel ist hier Baqīya ibn al-Walīd (gest. 812)
5. und diejenigen, die aus einem anderen Grund für schwach gehalten wurden, so dass ihre Hadithe auch dann zurückgewiesen wurden, wenn sie darin klar aussprachen, dass sie sie selbst gehört hatten. Ausgenommen waren davon nur diejenigen, die als vertrauenswürdig galten, weil ihre Schwäche nur unbeträchtlich war. Ein Beispiel hierfür ist ʿAbdallāh ibn Lahīʿa.[15]